# Ajrag nuur
Ajrag nuur (mong. Айраг нуур) – słodkowodne jezioro w zachodniej Mongolii.
Jezioro o powierzchni 143,3 km², głębokości do 10,5 m, długości do 18 km i szerokości do 13 km. Leży na wysokości 1030 m n.p.m. Zasilane wodami rzek Dzawchan i Chüngij gol. Łączy się z jeziorem Chjargas nuur przez przepływ o szerokości 200–300 m i długości 5 km zwany Chooloj (dosł. „rura”).